# Nikos Galis
Nikos Galis, celým jménem Nikolaos Georgalis (* 23. července 1957 v Union City, stát New Jersey) je bývalý řecký basketbalista, který hrál za Aris Soluň. Navzdory poměrně malé postavě se stal jedním z nejlepších střelců v historii světové košíkové.

## Kariéra
Narodil se v Americe v rodině řeckých přistěhovalců. Původně se věnoval boxu, ale na naléhání své matky přešel na bezpečnější basketbal. Hrál za univerzitní tým Seton Hall Pirates, získal Haggerty Award pro nejlepšího hráče newyorské metropolitní oblasti, jako třetí nejlepší střelec univerzitní soutěže byl v roce 1979 draftován klubem Boston Celtics. Protože se nedostal do základní sestavy, rozhodl se odejít do země svých předků a přijal angažmá v Arisu. Za řeckou reprezentaci nastoupil poprvé na ME v Praze 1981. O dva roky později se už stal nejlepším střelcem šampionátu, když zaznamenal 235 bodů. Na mistrovství světa v basketbale mužů 1986, kde získali Řekové desáté místo, byl nejlepším střelcem s průměrem 33,7 bodu na zápas (proti Panamě zaznamenal 53 bodů, což byl jeho rekord). V roce 1987 byl hlavním strůjcem překvapivého prvenství Řecka na domácím šampionátu, když ve finále vstřelil Sovětům 40 bodů. Díky tomu získal titul Mr. Europe pro nejlepšího basketbalistu kontinentu a byl desátý v anketě časopisu L'Équipe o světového sportovce roku. Kariéru ukončil v roce 1994 jako hráč Panathinaikosu. Byl členem štafety s olympijským ohněm na olympiádě v Aténách.

## Další úspěchy
- 11x za sebou nejlepší střelec řecké ligy (1981-1991)
- 8x mistr Řecka
- 4x nejlepší střelec Mistrovství Evropy
- 5x nejlepší střelec Euroligy
- 168 reprezentačních zápasů, 5 129 bodů
- Člen Síně slávy FIBA